# Grattan-episoden
Grattan-episoden var det første alvorlige sammenstød mellem den amerikanske hær og lakotaerne (teton-siouxerne). Det fandt sted den 19. august 1854:152  i en stor lakota-lejr omkring 12 km øst for militærstationen Fort Laramie i Wyoming.:xv  Uenighed om værdien af en okse samt beslutninger taget uden beføjelse af en risikovillig sekondløjtnant, John L. Grattan, førte til en kamp i lejren. Den kostede ham selv og de tredive mand med ham livet.:87-88 

## Optakten
Tre år tidligere var Fort Laramie traktaten blevet forhandlet på plads for at have faste regler til løsning af konflikter mellem de lokale indianere og emigranter i en øget strøm vestpå ad Oregon Trail i oksetrukne prærievogne. Artikel 4 fastslog, at enhver uret begået mod nogen part skulle udløse en passende erstatning til den forurettede. Traktaten garanterede også de deltagende stammer uddeling af varer for samlet 50.000 dollars årligt over en vis periode.:594 
I starten af august 1854 havde mange lakotaer rejst deres omkring 500 tipier i tre store lejrcirkler syd for North Platte River tæt på Oregon Trail.:5  Her ventede oglala-, minneconjou- og brulé-lakotaerne i hver deres adskilte lejre på den forsinkede befuldmægtigede (Indian Agent) J. W. Withfield, der skulle være til stede ved fordelingen af stammens traktatgaranterede varer.:4  Disse var fragtet ud til stedet og lå opbevaret i handelsstationen Gratiot Houses.:5  Op mod 100 cheyenne-familier så også frem til uddelingen af varer og havde rejst deres tipier blandt oglalaernes, tæt på Gratiot Houses hvor godset lå klar i en lagerbygning.:24 
Over middag den 18. august sendte en minneconjou nogle pile i en fraspændt og afkræftet okse ikke langt fra lejren. Trækdyret kom fra et vogntog af overvejende danske mormoner, der berettede om det hændte i Fort Laramie.:6  Løjtnant John L. Grattan gjorde tjeneste i fortet på anden måned. Den 24 årige løjtnant havde allerede gjort sig dårligt bemærket i visses øjne med sin fjendtlige holdning til indianere.:152  Brulé-høvding Conquering Bear (Scattering Bear), der var underskriver af Fort Laramie traktaten, red op til fortet og tilbød at komme med en hest som erstatning. Emigranterne var tilsyneladende ikke tilfredse, og høvdingen red tilbage til sin lejr med sagen uafsluttet.:7 
Den 19. august havde oglala-høvding Man Afraid Of His Horses ikke mere held med sit besøg i fortet.:7  Grattan bad om og fik tilladelse af løjtnant Flemming til at ride ud til indianerlejren og arrestere minneconjouen.:8 

## På vej til lejren
Sidst på eftermiddagen ankom Grattan til hest til Gratiot Houses. Hans tolk, Auguste Lucien,:152  var også bereden og havde drukket sig fuld for at klare den forestående tolkeopgave, som han anede ville ende fatalt.:9 og 10  En hestevogn med en sergent, femogtyve menige, to musikere og en feltpræst - alle frivillige - bragte Grattans folk frem.:8  Delingen havde to kanoner med. Man Afraid Of His Horses red med den lille hær og forklarede Grattan om størrelsen af indianerlejrene til ingen nytte.:10 
Efter et stop ved Gratiot Houses fortsatte alle forbi oglala-lejren. Omkring 1 km længere fremme passerede de brulé-lejren og drejede i retning af en handelsstation omkring 250 meter fra tipierne. Oglalaerne begyndte imens at tage deres heste ind fra græsningsarealerne for at være forberedt på lidt af hvert.:12 
Handelsstationen tilhørte James Bordeaux. Han var på trettende år gift med en brulé:xv  og kendt af lakotaerne. Grattan fortalte om sit ærinde, som Bordeaux prøvede at tale ham fra. Conquering Bear og andre folk fra brulé-lejren kom til. Conquering Bear lod forstå, at han ikke kunne udlevere minneconjouen. Denne havde rejst sin tipi næsten ved siden af høvdingens og nød beskyttelse som en gæst i hans lejr.:13  Tilbuddet om en erstatning i form af ridedyr blev gentaget.:14 

## Kampen i lejren
Grattan gjorde en ende på dødvandet ved at føre sine mænd ind i lejren. Kanonerne rettede han mod Conquering Bears tipi. Mere snak fulgte. Man Afraid of His Horses red to gange tilbage til James Bordeaux for at få ham til at tolke. Den berusede Lucien havde fra start slynget forbandelser ud mod indianerne, og lakotaerne mistankte ham for bevidst at fordreje alles ord for at fremprovokere en konfrontation.:19 
Bordeaux fulgte endelig med Man Afraid Of His Horses og opfangede en ordre fra lejren på vejen hen mod den. Nogle få skud lød, og en indianer blev ramt. Bordeaux hørte Conquering Bear råbe til krigerne om ikke at skyde, før han hurtigt vendte omkring og søgte tilflugt i sin handelsstation.:18  Soldaterne skød en salve, og Conquering Bear faldt omkuld.:19 
Flere oglalaer havde sneget sig tæt ind på soldaterne i bunden af en udtørret bæk og sendte nu pile mod dem.:17  Grattan affyrede de to kanoner uden nævneværdig effekt, før han ramt faldt til jorden sammen med to af sine folk. Soldaterne prøvede at nå Oregon Trail i hestevognen, men indianerne indhentede dem og gjorde det af med alle. Tolken samt en soldat på Grattans hest fik deres flugtvej afskåret af beredne krigere, der dræbte dem begge. En såret soldat havde held til at skjule sig. Bordeauxs svoger, Swift Bear, fandt ham og fik ham op til handelsstationen. Om aftenen:54  blev han bragt tilbage til Fort Laramie, hvor han døde den 21. august.:19  Høvding Conquering Bear døde også af sine skudsår på et eller andet tidspunkt.:82 

## Efter kampen
Folkene i de to handelsposter gjorde sig klar til forsvar. Mange lakotaer svor at dræbe alle de hvide. Man Afraid Of His Horses og andre ledere prøvede at tale dem til ro. Ved solnedgang bestod truslerne stadig af ord, men krigerne tog flere af Bordeauxs heste samt en del okser. Flere lakota-familier havde pakket tipien sammen for at søge nordpå i al hast.:21 
Den 21. august brød en flok af de tilbageværende lakotaer ind i Gratiot Houses og fandt bl.a. vej til deres traktatgaranterede varer. De tog, hvad de ville have af ting i fortet og ødelagde meget af resten. De hvide flygtede i sikkerhed.:23 
Lakotaerne forlod området den 23. august.:22 
Kommandanten i Fort Laramie bad folkene i handelsstationerne om at begrave de døde menige, mens Grattans lig blev bragt op til militærstationen.:54 
Et par dage efter kampen ankom befuldmægtiget J. W. Withfield endelig. Cheyennerne havde holdt sig ude af hele opgøret og modtog deres traktatgaranterede varer, der ikke var rørt. Flere af handelsstationernes ansatte havde overværet kampen i brulé-lejren fra taget, mens andre havde iagttaget den fra toppen af et højdedrag over en halv kilometer væk. Withfield nedskrev vidnernes forklaringer.:24 
Om det skyldtes Grattan-episoden eller visse lakotaers vedholdende angreb på hvide ved Oregon Trail i den følgende tid,:99  bl. a. på en postvogn,:155  så angreb general W. S. Harney en lejr lakotaer ved Little Blue River i Nebraska den 3. september næste år. Mange lakotaer mistede livet.:62 

## Reaktioner på Grattan-episoden
Både folk tæt på John Grattan og de fleste senere beretninger holder den uerfarne løjtnant ansvarlig for det skete.:152 
Aviser østpå skældte ud på de passive ansatte i handelsstationerne og kaldte Bordeaux en overløber, da han forsvarede lakotaerne med, at de var blevet tvunget ud i kamp.:54 
Kommissæren for indianske anliggender, George W. Manypenny, skrev i sin årsrapport, at episoden kunne være undgået ved at betale det forlangte for oksen og siden få beløbet godtgjort med penge fra summen afsat til indkøb af varer til lakotaerne. Han mente samtidig, at ingen soldat havde myndighed til at arrestere eller retsforfølge indianere.:60 
Lakotaer og andre siouxer lod Grattan-episoden indgå i mindst tolv vintertællinger.:53 